# Takahashi Ryo (2000)
Ryo Takahashi (sinh ngày 11 tháng 7 năm 2000) là một cầu thủ bóng đá người Nhật Bản.

## Sự nghiệp câu lạc bộ
Ryo Takahashi đã từng chơi cho FC Tokyo.